# Primera División (Uruguay) 1949
Die Saison 1949 der Primera División war die 46. Spielzeit (die 18. der professionellen Ära) der höchsten uruguayischen Spielklasse im Fußball der Männer, der Primera División.
Die Primera División bestand in der Meisterschaftssaison des Jahres 1949 aus zehn Vereinen, deren Mannschaften in den insgesamt 90 Meisterschaftsspielen jeweils zweimal aufeinandertrafen. Es fanden 18 Spieltage statt. Die Meisterschaft gewann Peñarol Montevideo als Tabellenerster vor den zweit- und drittplatzierten Vereinen Nacional Montevideo und Rampla Juniors. Als Tabellenletzter stieg der Club Atlético Defensor ab. Torschützenkönig wurde mit 20 Treffern Óscar Míguez.

## Jahrestabelle
| Pl. | Verein                 | Sp. | S  | U  | N  | Tore    | Diff. | Punkte |
| --- | ---------------------- | --- | -- | -- | -- | ------- | ----- | ------ |
| 1.  | Peñarol Montevideo     | 18  | 16 | 2  | 0  | 062:170 | +45   | 34     |
| 2.  | Nacional Montevideo    | 18  | 12 | 4  | 2  | 048:280 | +20   | 28     |
| 3.  | Rampla Juniors         | 18  | 6  | 11 | 1  | 027:180 | +9    | 23     |
| 4.  | River Plate            | 18  | 10 | 1  | 7  | 036:350 | +1    | 21     |
| 5.  | CA Cerro               | 18  | 7  | 3  | 8  | 031:350 | −4    | 17     |
| 6.  | Danubio FC             | 18  | 4  | 7  | 7  | 027:320 | −5    | 15     |
| 7.  | Montevideo Wanderers   | 18  | 4  | 5  | 9  | 025:380 | −13   | 13     |
| 8.  | Liverpool FC           | 18  | 3  | 7  | 8  | 019:290 | −10   | 13     |
| 9.  | Central                | 18  | 3  | 4  | 11 | 020:420 | −22   | 10     |
| 10. | Club Atlético Defensor | 18  | 1  | 4  | 13 | 028:490 | −21   | 06     |